# Кенгуру Матчи
Кенгуру Матчи, или кенгуру Матши (лат. Dendrolagus matschiei) — крупный древесный кенгуру, эндемик Новой Гвинеи. Назван в честь немецкого зоолога Пауля Мачи (1861—1926). 
Длина тела от 55 до 63 см, длина хвоста от 55 до 63 см, вес от 9 до 13 кг. Самки тяжелее и больше чем самцы. Верхняя часть тела красно-коричневого или тёмно-коричневого цвета, лицо, шея, стопы светло-жёлтые; хвост главным образом жёлтый. 
Этот вид обитает только на полуострове Хуон на высоте от 1000 до 3300 метров над уровнем моря. Живёт в тропических горных и высокогорных лесах. 
Активен в ночное время. Питается растительным кормом.
Период беременности по одним данным 32 дня, по другим 44 дня. Детёныш полностью оставляет сумку в возрасте 41 недели. В неволе живёт более 20 лет.
Вид находится под угрозой из-за чрезмерного промысла ради мяса местными жителями и потери мест обитания в связи с преобразованием леса в сельскохозяйственные площади. Население полуострова Хуон быстро растёт. Производство кофе растёт и есть активный никелевый рудник на северной окраине горного хребта.